# 布賴斯維爾 (佛羅里達州)
布賴斯維爾（英語：Bryceville）是位於美國佛羅里達州拿騷縣的一個非建制地區。該地的面積和人口皆未知。

## 地理
布賴斯維爾的座標為30°23′24″N 81°56′21″W / 30.39000°N 81.93917°W，而該地的平均海拔高度為21米（即69英尺）。